# Új Ember
Új Ember (deutsch „Neuer Mensch“) ist eine katholische Wochenzeitung in Ungarn.

## Geschichte
Die Zeitung wurde im Jahre 1945 gegründet. Die erste Ausgabe erschien am 9. August 1945 unter Chefredakteur OSB Balduin Pénzes (1910–1980). Abgesehen von einem halbjährigen Zeitraum nach der Revolution des Jahres 1956 erscheint sie durchgehend bis heute wöchentlich. Grundlegend galt die Zeitung als Sprachrohr der katholischen Kirche in Ungarn, aber wegen der kommunistischen Diktatur wurden in erster Linie Artikel zu Glaubensfragen veröffentlicht.

## Heutige Lage
Den Redakteuren nach wird das Blatt in 6000 Kirchen und 3000 Kirchengemeinden aufgelegt. Zudem kann die Zeitung durch Abonnement oder am Zeitungskiosk erworben werden. Sie erscheint auf zwölf bis 16 Seiten, behandelt dabei sowohl Fragen der Weltkirche als auch der Landeskirche. Sie stellt in erster Linie – aus christlichem Gesichtspunkt – schwerwiegende Probleme der Gesellschaft, des öffentlichen Lebens und der Kultur in ihren Mittelpunkt. Die Zeitung zeigt eine bürgerliche, neokonservative Einstellung zu den Alltagsfragen. Die erscheinenden Kommentare, Kritiken, Analysen beschäftigen sich mit Fragen, die das Leben der Christen (vor allem der Katholiken) berühren.